# 乌鲁木齐环球大酒店
43°50′24″N 87°34′24″E / 43.84012°N 87.57321°E

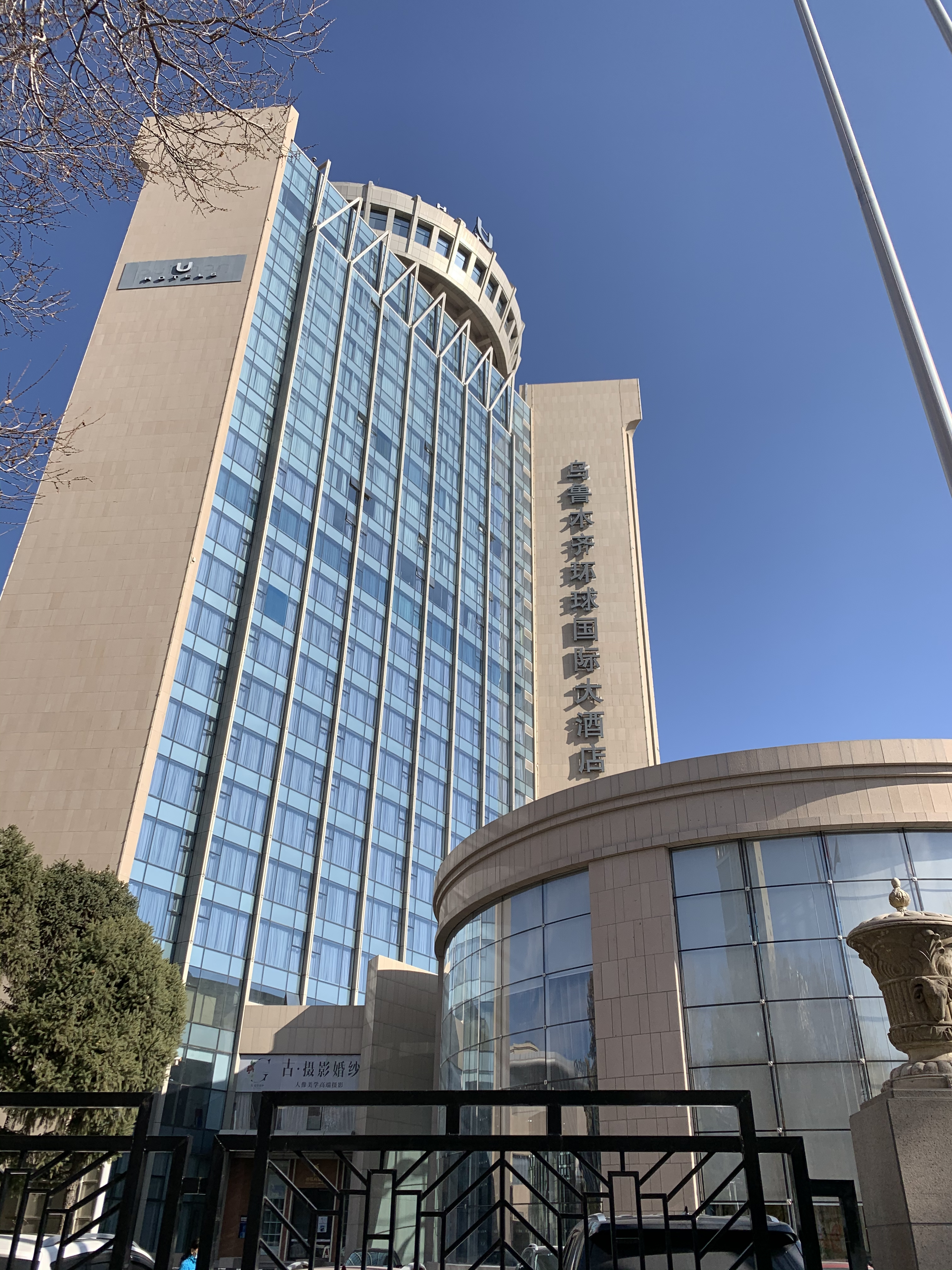
乌鲁木齐环球国际大酒店

乌鲁木齐环球大酒店，又称乌鲁木齐国际环球大酒店，位于新疆维吾尔自治区乌鲁木齐市新市区北京南路76号，是新疆地区的一座四星级酒店。

## 经营
乌鲁木齐环球大酒店一度是乌鲁木齐最高建筑，附近有新疆医科大学、准格尔大厦、鲤鱼山公园等景点。酒店主楼24层高107米，主要设有套房、餐厅及商场等设施。酒店顶部有旋转餐厅，由乌鲁木齐市经济开发总公司与香港汇丰银行建造经营，1985年由王震将军为乌鲁木齐环球大酒店奠基。
2006年7月18日，由中国服装设计师协会、乌鲁木齐市人民政府主办，东方宾利文化发展中心承办的2006“丝绸之路”国际模特大赛在乌鲁木齐环球大酒店举行。2009年7月，乌鲁木齐七五事件爆发后，该酒店设有“七·五”事件善后接待中心。
2015年1月13日，新疆新能源产业技术发展与投融资论坛在乌鲁木齐环球大酒店昆仑厅召开。2015年9月16日，“第四届新疆品牌节”在新疆乌鲁木齐环球大酒店举行。2016年9月20日，第五届亚欧丝绸之路服装节亚欧时装周在酒店启幕。